# Braine-le-Comte
Braine-le-Comte (niederländisch ’s-Gravenbrakel) ist eine Gemeinde in der Provinz Hennegau im wallonischen Teil Belgiens.
Die Gemeinde besteht aus den Ortsteilen Braine-le-Comte, Hennuyères, Henripont, Petit-Rœulx-lez-Braine, Ronquières und Steenkerque.

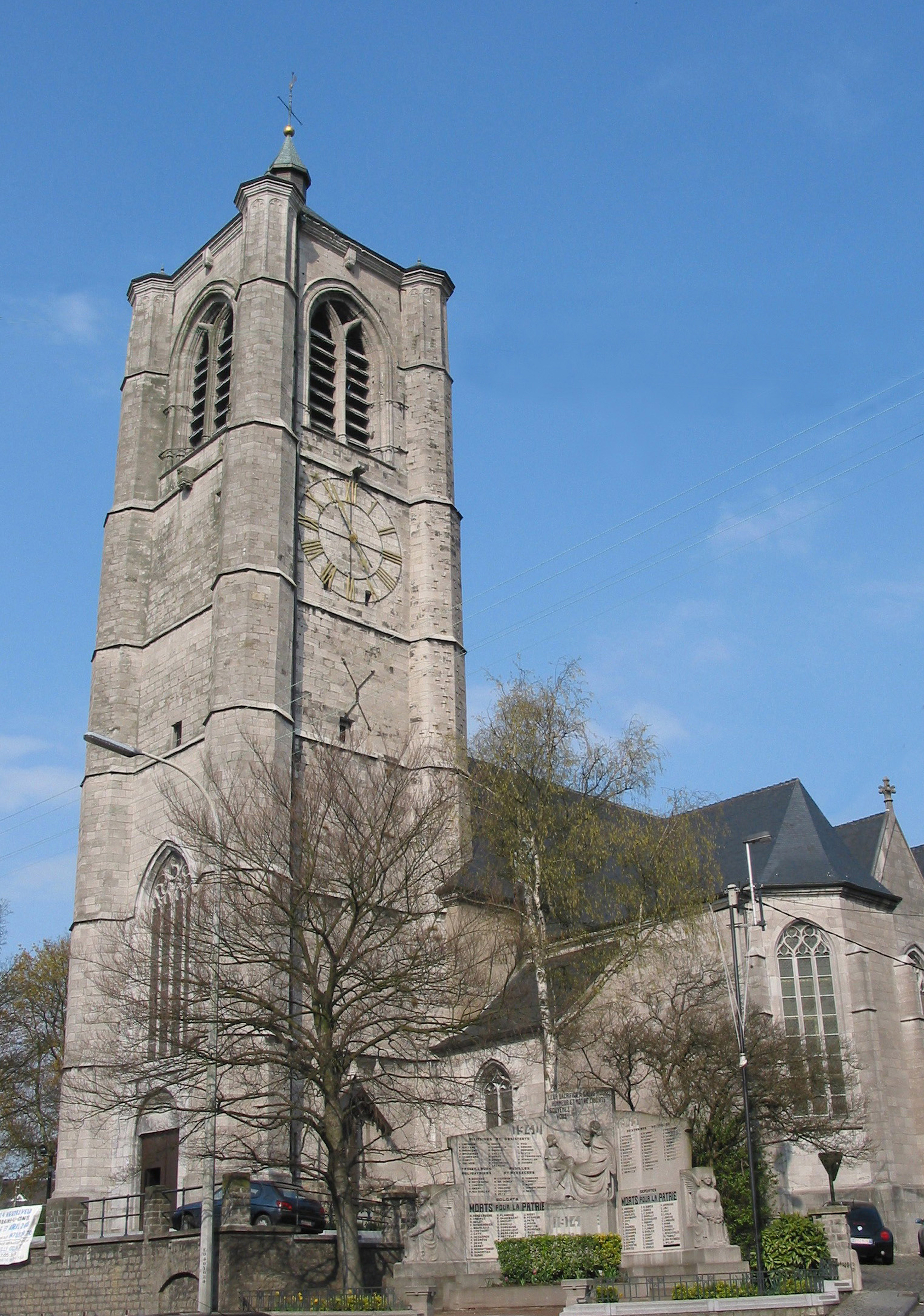
Kirche Saint-Géry

## Gemeindepartnerschaften
- Braine (Frankreich)
- Codroipo (Italien)
- Vadu Izei (Rumänien)

## Personen
- Antoine Le Waitte (1600–1677), römisch-katholischer Geistlicher, Zisterzienser, Abt, Theologe und Autor